# Luật việt vị (bóng đá)

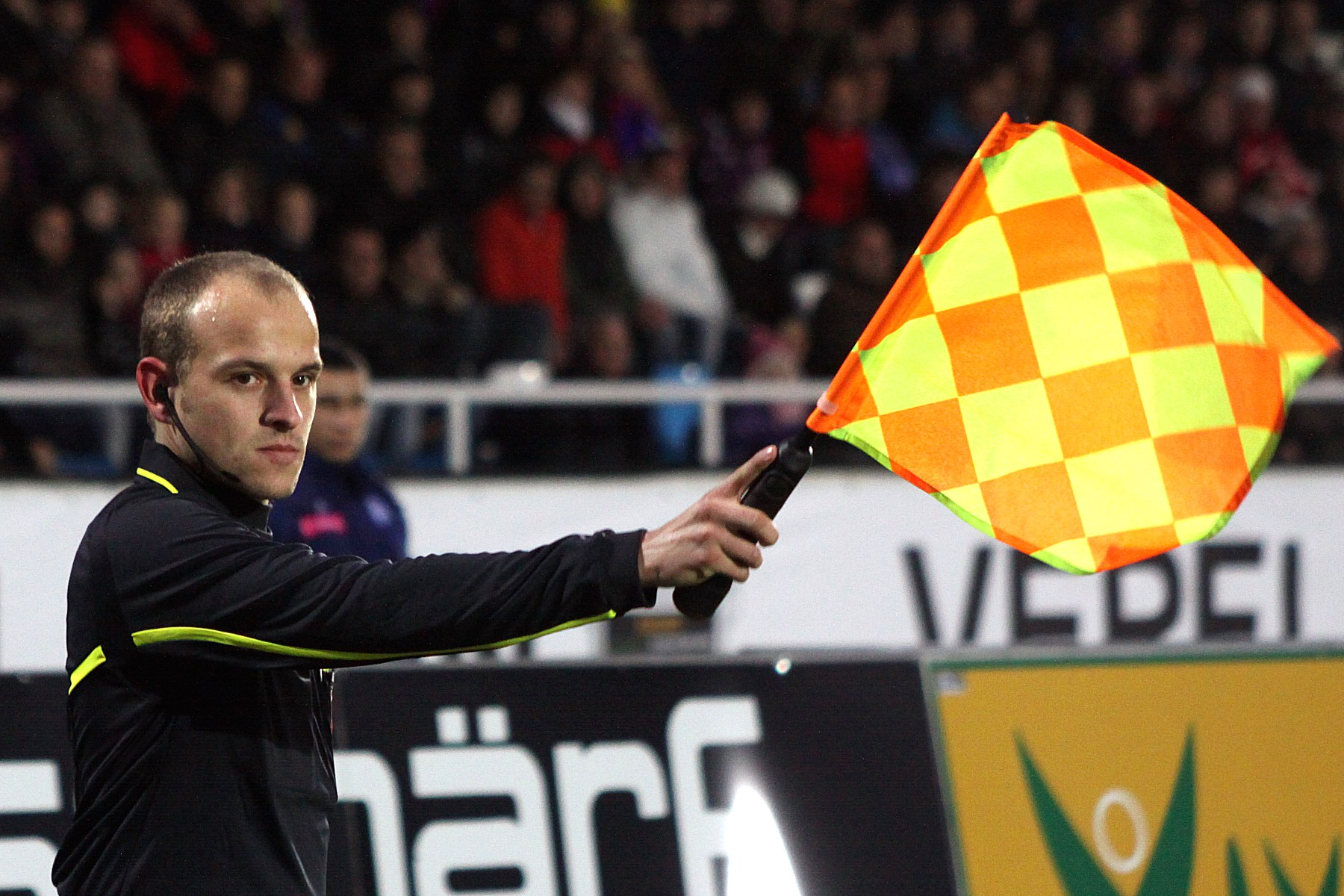
Trọng tài biên căng cờ báo việt vị

Luật việt vị là luật XI trong Luật bóng đá (Laws of the Game) được soạn thảo và công bố bởi FIFA, liên quan đến việc hạn chế khả năng giành lợi thế của cầu thủ đội tấn công bằng việc đợi bóng trong trường hợp chỉ khi ở giữa cầu thủ này và trong khung thành chỉ có thủ môn hoặc chỉ có duy nhất người hậu vệ cuối hàng bên đối phương. Luật này nhằm đảm bảo chơi đẹp và liên tục, thúc đẩy sự phát triển kiểu thế chiến thuật cũng như đa dạng lối chơi trong bóng đá. Luật việt vị là một trong những luật khó thực thi đúng đắn nhất trong bóng đá.

## Ý nghĩa
Trong bóng đá, một cầu thủ được coi là ở trong tình trạng việt vị khi cầu thủ đó ở phía trước cầu thủ phòng ngự cuối cùng của đội đối phương, tại thời điểm quả bóng cuối cùng được chạm hoặc chơi bởi một đồng đội, nhưng nếu không tham gia vào trận đấu tích cực, không can thiệp vào hành động của cầu thủ đối phương, thì việc này không bị phạt. Tuy nhiên, nếu một cầu thủ đang ở trong tình trạng hay vị trí việt vị tại thời điểm quả bóng được chạm hoặc chơi lần cuối bởi một đồng đội rồi chuyền lại cho họ, và sau đó cầu thủ ấy tham gia vào trận đấu một cách tích cực, cố ý can thiệp vào trận đấu hoặc ảnh hưởng đến hành động của đối thủ, theo quan điểm của trọng tài, thì đó mới bị xem là phạm lỗi. Khi có lỗi việt vị, trọng tài sẽ dừng trận đấu và trao một quả phạt gián tiếp cho đội phòng thủ từ vị trí cầu thủ phạm lỗi đã tham gia vào trận đấu.
Lỗi việt vị không phải là một lỗi hoặc hành vi không đúng luật như các lỗi khác, bởi nó không thuộc về Luật 12. Tuy nhiên, giống như các lỗi khác, bất kỳ hành động nào (như ghi bàn) xảy ra sau khi có vi phạm lỗi, nhưng trước khi trọng tài kịp thời dừng trận đấu, đều bị hủy bỏ. Chỉ có hai trường hợp cụ thể mà việc phạm luật liên quan đến việc rời vị trí việt vị có thể bị phạt. Một là khi một hậu vệ của đội phòng thủ cố ý rời khỏi vị trí trên sân nhằm gây hiểu lầm khiến cầu thủ đối phương rơi vào thế vi phạm lỗi việt vị, và hai là khi một tiền đạo đang ở vị trí lỗi việt vị nhưng chọn hành động rời sân sau đó quay lại và tận dụng vị trí đó để có lợi thế. Trong cả hai trường hợp này, cầu thủ đều không bị phạt việt vị; thay vào đó họ bị cảnh cáo vì hành vi phi thể thao.
Các tiền đạo có khả năng nhận bóng phía sau hàng phòng ngự đối thủ thường đang ở trong tình thế tốt để ghi bàn. Quy tắc việt vị hạn chế khả năng này, yêu cầu họ phải ở vị trí không việt vị khi bóng được chuyền về phía họ. Tuy nhiên, qua các đường chuyền đúng thời điểm và việc chạy nhanh, một tiền đạo có thể di chuyển vào tình huống như vậy sau khi bóng đã được đá về phía trước mà không phạm lỗi việt vị. Các quyết định của trọng tài cho lỗi việt vị, thường chỉ là sự khác biệt trong vài centimet hoặc inch, có thể rất quan trọng trong trận đấu, bởi chúng sẽ quyết định liệu một tình huống tấn công hứa hẹn có tiếp tục hay không, hoặc thậm chí có một bàn thắng được ghi nhận hay không.
Một trong những nhiệm vụ chính của trợ lý trọng tài là hỗ trợ trọng tài trong việc xử lý việt vị — vị trí bên lề sân cỏ cho họ cái nhìn rõ hơn về chiều ngang của sân. Trợ lý trọng tài thông báo một cầu thủ phạm lỗi việt vị đã xảy ra bằng cách giơ cờ tín hiệu.:191 Tuy nhiên, giống như tất cả các quyết định của trọng tài trong trận đấu, việc xử lý việt vị cuối cùng là trách nhiệm của trọng tài, người có thể bác bỏ lời khuyên của các trợ lý nếu họ cho là cần thiết.

## Vị trí việt vị

Ở nửa trái hình vẽ, cầu thủ màu xanh đang ở trong "tư thế việt vị" bởi vì cầu thủ này đã đứng trước hai hậu vệ cuối cùng của đối phương (được đánh dấu bởi đường gạch ngang) và trái bóng. Cần lưu ý rằng điều này không hoàn toàn có nghĩa là cầu thủ này đang phạm lỗi "việt vị khi tấn công", cầu thủ đó chỉ "phạm lỗi việt vị" nếu nhận bóng hoặc tham gia vào tình huống đó.

Trong hình vẽ, cầu thủ màu xanh đứng trong vòng cấm địa không ở trong "tư thế việt vị", bởi vì anh ta đứng phía sau trái bóng, bất chấp việc anh ta đứng trước toàn bộ cầu thủ đối phương, trừ một cầu thủ cuối cùng. Nếu anh ta đứng phía trước trái bóng thì sẽ ở tư thế việt vị, không liên quan đến việc cầu thủ chuyền bóng đứng ở vị trí nào so với cầu thủ đối phương.